# デイビッド・ドブラス
デイビッド・ドブラス（David Doblas) 本名：ダビド・ヘスス・ドブラス・ポルティージャ (David Jesús Doblas Portilla , 1981年8月6日 -）はスペインのプロバスケットボール選手。ポジションはセンター。東京八王子ビートレインズに所属。

## 経歴
カンタブリア州サンタンデール生まれ。1994年にソラレスに加入した後、1995年からサスキ・バスコニアのジュニアチームに所属。1999年メリリャに移籍。その後もスペイン国内で競技を続け、2007年から2016年までサン・セバスティアン・ギプスコアBCでプレーし、ACB昇格に貢献した。
2016-17シーズンはギリシャのレフカダに所属。2017-18シーズンはアルゼンチンのコンコルディアに所属。
2018年に来日してB1のレバンガ北海道と契約し、2018-19シーズンの56試合に出場。
2019年12月、B2のライジングゼファーフクオカに加入し、26試合に出場
2020年6月、熊本ヴォルターズに移籍し、45試合に出場。
2021年9月、バンビシャス奈良に加入。11月末退団。
同年12月、大阪エヴェッサに加入。2022年5月31日をもって契約満了により退団。
2022年11月、滋賀レイクスターズに短期契約で加入。2月に契約解除により退団。
2023年2月、東京八王子ビートレインズに移籍。

## 所属チーム歴
- Club Baloncesto Solares (1994-1995)
- Saski Baskonia junior (1995-1999)
- Melilla Baloncesto (1999-2000)
- Rosalía de Castro (2000-2002)
- CB Granada (2002-2004)
- CB Algeciras (2004-2005)
- Bruesa GBC (2005-2007)
- ViveMenorca (2007)
- San Sebastián Gipuzkoa Basket Club (2007-2016)
- Doxa Lefkadas B.C. (2016-2017)ギリシャ
- Estudiantes Concordia (2017-2018)アルゼンチン
- レバンガ北海道 (2018-2019)
- Club Atlético Aguada (2019)ウルグアイ
- ライジングゼファー福岡 (2019-2020)
- 熊本ウォルターズ (2020-2021)
- バンビジャス奈良 (2021)
- 大阪エヴェッサ (2021-2022)
- CBタラベラ（2022）
- 滋賀レイクスターズ（2022-2023）
- 東京八王子ビートレインズ（2023-）